# Maldita moda
Maldita Moda fue un programa de televisión chileno en el cual se criticaba y debatía la moda de los famosos, cuenta con la conducción de Francisca García-Huidobro. El programa fue una adaptación de Fashion Police, se emitió todos los sábados a las 22:30 y fue estrenado el 21 de febrero de 2015, es transmitido por Chilevisión.  La temática del programa consiste en que el presentador junto a unos panelistas y críticos de moda debatieran sobre quien fue el mejor y peor vestido de la semana.
El programa se emitía como un reportaje especial en el programa de farándula; Primer plano que comentaba las vestimentas de las celebridades en las diferentes alfombras rojas importantes de Chile pero se volvió un programa regular al ver la popularidad que tenía entre los televidentes del canal por los hilarantes comentarios de sus anfitriones especialmente los de Francisca García-Huidobro.

## Formato
En cada capítulo de "Maldita Moda" se criticara y discutirá la vestimenta de las celebridades chilenas, en las galas y alfombras rojas más importantes del país.

## Temporadas
| Temporada | Comienzo              | Finalización            | Conducción                | Panelistas                                                                                   |
| --------- | --------------------- | ----------------------- | ------------------------- | -------------------------------------------------------------------------------------------- |
| 1         | 21 de febrero de 2015 | 23 de mayo de 2015      | Francisca García-Huidobro | Mariela Sotomayor Nadia Cabezas Óscar Mansilla Fred Redondo Javier Fernández Vesta Lugg      |
| 2         | 29 de agosto de 2015  | 19 de diciembre de 2015 | Francisca García-Huidobro | Jordi Castell Paulina Nin de Cardona Javiera Acevedo Rubén Campos                            |
| 3         | 5 de marzo de 2016    | 2 de julio de 2016      | Francisca García-Huidobro | Raquel Argandoña Vesta Lugg Andrés Caniulef                                                  |
| 4         | 8 de octubre de 2016  | 18 de febrero de 2017   | Francisca García-Huidobro | Jordi Castell Mariela Sotomayor Marcela Vacarezza                                            |
| 5         | 10 de junio de 2017   | 14 de octubre de 2017   | Francisca García-Huidobro | Jordi Castell Mariela Sotomayor Raquel Calderon Marcelo Marocchino Nicole Putz Nicanor Bravo |

## Equipo

### Conducción
| Panelista                 | Nacionalidad | Profesión |
| ------------------------- | ------------ | --------- |
| Francisca García-Huidobro | chilena      | Actriz    |

### Panelistas
Daniela Aránguiz

| Panelista          | Nacionalidad | Profesión                  |
| ------------------ | ------------ | -------------------------- |
| Jordi Castell      | chileno      | fotógrafo pintor opinologo |
| Mariela Sotomayor  | chilena      | Periodista                 |
| Raquel Calderon    | chilena      | Cantante Actriz            |
| Marcelo Marocchino | italiano     | Modelo                     |
| Nicole Putz        | chilena      | Bloguera                   |
| Nicanor Bravo      | argentino    | Diseñador de modas         |
| chilena            |              |                            |

### Ex panelistas
| Año       | Panelista        | Nacionalidad | Profesión           |
| --------- | ---------------- | ------------ | ------------------- |
| 2014-2015 | Nadia Cabezas    | argentina    | Diseñadora de modas |
| 2014-2015 | Fred Redondo     | francés      | Asesor de imagen    |
| 2014-2015 | Javier Fernández | chileno      | Estilista           |

### Conductores y panelistas de reemplazo
| Panelista         | Nacionalidad | Profesión | Rol                     |
| ----------------- | ------------ | --------- | ----------------------- |
| Carolina De Moras | chilena      | Modelo    | Conductora reemplazante |